# Арсланмурад Аманов
Арсланмурад Аманов (туркм. Arslanmyrat Amanow; нар. 28 березня 1990, Ашгабат) — туркменський футболіст, півзахисник клубу «Бухара».
Виступав, зокрема, за клуби «Ашгабат» та «Алмалик», а також національну збірну Туркменістану.

## Клубна кар'єра
Є вихованцем СДЮШОР міста Ашгабата. З 2007 року по 2009 рік виступав за клуб «Ашгабат». У 2010—2012 роках виступав за клуб МТТУ. Також протягом другої половини 2012 року зіграв 11 матчів і забив один гол в казахстанському клубі «Окжетпес».
Протягом 2013 року виступав знову за МТТУ, а у 2014 році повернувся в Казахстан, виступаючи за павлодарський «Іртиш». Зіграв у складі цього клубу 24 матчі і відзначився одним забитим голом. В 2015—2016 роках виступав за узбекистанський «Алмалик», зіграв 54 матчі і зміг забити 8 голів.
У 2017 році виступав за туркменський «Алтин Асир», а з 2018 року став гравцем узбекистанського клубу «Бухара».

## Виступи за збірну
2009 року дебютував в офіційних матчах у складі національної збірної Туркменістану.
У грудні 2018 року був включений в заявку на Кубок Азії 2019 року в ОАЕ. 9 січня у першому матчі групового етапу проти Японії відзначився голом на 27 хвилині гри, відкривши рахунок у матчі, але його команда поступилась 2:3.

## Досягнення
- Чемпіон Туркменістану (6): 2007, 2008, 2011, 2013, 2017, 2022
- Володар Кубка Туркменістану: 2011, 2022
- Володар Суперкубка Туркменістану: 2017
- Володар Суперкубка Узбекистану: 2019
- Володар Кубка Узбекистану: 2020

Збірні
- Фіналіст Кубка виклику АФК (2): 2010, 2012

## Статистика виступів

### Статистика виступів за збірну
| Туркменістан | Туркменістан | Туркменістан |
| Рік          | Ігор         | Голів        |
| ------------ | ------------ | ------------ |
| 2009         | 2            | 0            |
| 2010         | 4            | 1            |
| 2011         | 5            | 1            |
| 2012         | 6            | 2            |
| 2013         | 2            | 1            |
| 2014         | 0            | 0            |
| 2015         | 6            | 2            |
| 2016         | 3            | 1            |
| 2017         | 5            | 0            |
| 2018         | 2            | 0            |
| 2019         | 1            | 1            |
| Всього       | 36           | 9            |

### Статистика голів за збірну
| #  | Дата            | Місце                                   | Суперник    | Рахунок | Результат | Турнір                                |
| -- | --------------- | --------------------------------------- | ----------- | ------- | --------- | ------------------------------------- |
| 1. | 24 лютого 2010  | «Сугатадаса», Коломбо                   | Таджикистан | 1–0     | 2–0       | Кубок виклику АФК 2010                |
| 2. | 21 березня 2011 | MBPJ-Стедіум, Петалінг-Джая             | Пакистан    | 2–0     | 3–0       | Кубок виклику АФК 2012 (кваліфікація) |
| 3. | 8 березня 2012  | «Галчовк», Катманду                     | Мальдіви    | 3–1     | 3–1       | Кубок виклику АФК 2012                |
| 4. | 16 березня 2012 | «Дасаратх Рангасала», Катманду          | Філіппіни   | 1–1     | 2–1       | Кубок виклику АФК 2012                |
| 5. | 22 березня 2013 | «Меморіальний стадіон Рісаля», Маніла   | Камбоджа    | 1–0     | 7–0       | Кубок виклику АФК 2014 (кваліфікація) |
| 6. | 3 вересня 2015  | «Ес-Сіб», Ес-Сіб                        | Оман        | 1–3     | 1–3       | Чемпіонат світу 2018 (кваліфікація)   |
| 7. | 8 жовтня 2015   | «Копетдаг», Ашгабат                     | Індія       | 2–1     | 2–1       | Чемпіонат світу 2018 (кваліфікація)   |
| 8. | 29 березня 2016 | «Стадіон імені Джавахарлала Неру», Кочі | Індія       | 1–1     | 2–1       | Чемпіонат світу 2018 (кваліфікація)   |
| 9. | 9 січня 2019    | «Аль-Нахаян», Абу-Дабі                  | Японія      | 1–0     | 2–3       | Кубок Азії 2019                       |